# ديسيموس بيرتون
ديسيموس بيرتون، (30 سبتمبر 1800 — 14 ديسمبر 1881)، كان أحد أبرز المهندسين المعماريين والرسامين الإنجليز في القرن التاسع عشر. عمل أولًا في النهضة الرومانية، والإحياء اليوناني، والنيوكلاسيكي الجورجي وأنماط ريجنسي. كان زميلًا مؤسسًا ونائبًا لرئيس المعهد الملكي للمهندسين المعماريين البريطانيين، ومن عام 1840 مهندسًا معماريًا في الجمعية النباتية الملكية، وعضوًا مبكرًا في نادي أثينيوم، لندن.
كان بيرتون عضوًا في مجتمع لندن الراقي خلال العصر الجورجي وأثناء عهد ريجنسي. كان لديه صداقات وثيقة مع الأميرة فيكتوريا (الملكة فيكتوريا المستقبلية)؛ دوقة كينت. وليام كافنديش، دوق ديفونشاير السادس، جون ويلسون كروكر، والسير همفري ديفي. قصر بيرتونز في لندن، هولم أوف ريجنت بارك، وصفه الناقد المعماري في القرن العشرين إيان نيرن بأنه تعريف للحضارة الغربية من منظور واحد. ساهم بيرتون أيضًا في تصميم قصر تونبريدغ كينت، مابلدون.

## عائلته
كان ديسيموس الطفل العاشر لجيمس بيرتون، المطور العقاري البارز في لندن (1761-1837)، وإليزابيث ويستلي (12 ديسمبر 1761 - 14 يناير 1837)، من لوتون، إسيكس، ابنة جون وماري ويستلي. وُلد جيمس هاليبورتون، الذي اختُصرَ لقبه إلى بورتون في عام 1794. كان الجد من جهة الأب هو ويليام هاليبورتون (1731-1785)، مطور عقارات لندن من أصل اسكتلندي. إما أجداد ديسيموس هم القس جيمس هاليبورتون (1681-1756) ومارغريت إليوت، ابنة السير ويليام إليوت، البارون الثاني، وعمة جورج أوغسطس إليوت، البارون الأول هيثفيلد. كان بيرتون ابن عم المؤلف الكندي وعضو البرلمان البريطاني من حزب المحافظين توماس تشاندلر هاليبورتون والموظف المدني البريطاني اللورد هاليبورتون، الذي كان أول مواطن كندي يُرّقى إلى رتبة النبلاء. كان من بين أشقاء ديسيموس جيمس بيرتون والطبيب هنري بيرتون.

## التعليم والأسلوب المعماري
وُلد ديسيموس في البيت الشمالي (المريح للغاية والمجهز جيدًا) في ساوثهامبتون تيراس المبني حديثًا، بلومزبري، لندن. من عام 1805، نشأ ديسيموس في قصر والده، مابلدون هاوس، في كينت. بعد ولادة طفله الثاني عشر، جيسي، في عام 1804، اشترى والد ديسيموس جيمس بيرتون موقعًا على تل يبعد نحو ميل واحد إلى الجنوب من تونبريدغ في كينت، حيث شيده، وفقًا لتصميمات المهندس المعماري جوزيف تي باركنسون. في عام 1805، القصر الريفي الكبير الذي أطلق عليه اسم مابيلدون هاوس والذي وصفته السلطة المحلية في عام 1810 بأنه تقليد أنيق لقصر قلعة قديم. استُخرجت غالبية الحجارة التي طلبها جيمس بيرتون من أجل مابيلدون من التل الذي كان سيُبنى عليه، ولكن بيرتون أيضًا اشترى الحجر من خلال الهدم الأخير لقصر قريب، بنهورست بليس.

## حياته
وصف الباحث المعماري غاي ويليامز بيرتون بأنه غني ورائع وحسن المظهر وعازب على ما يبدو، وهو المصمم والعضو الرئيسي في أثينيوم، أحد أعظم نوادي السادة في لندن، حيث اختلط بيرتون بالعديد من العظماء. بحلول عام 1826، كان اسم ديسيموس بيرتون يتردد على شفاه كل من يهتم بالفنون والعمارة على الإطلاق: لقد كان محبوبًا جدًا وكان تواضعه وأدبه ونزاهته المهنية جديرة بأكبرِ قدرٍ من الاحترام. عومل بيرتون من قبل الطبقة الأرستقراطية باعتباره صديقًا أكثر من كونه مستشارًا محترفًا، ولم تتضرر صداقاته الوثيقة مع الطبقة الأرستقراطية ورعايته عبر الإشاعات على كل من شخصه وهندسته المعمارية الكلاسيكية الجديدة من قبل أوغسطس بوجين ورفاقه.
تضمنت الدائرة الاجتماعية لبيرتون الأميرة فيكتوريا، دوقة كينت، ويليام كافنديش، دوق ديفونشاير السادس، جون ويلسون كروكر، دوق ديفونشاير السادس. جون ناش السير همفري ديفي جورج بيلاس غرينو السير بيتر هيسكث فليتوود وابن عمهم الكندي، توماس تشاندلر هاليبورتون. ديسيموس وإخوته، جين، جيمس (مواليد 1786)، سيبتيموس، المحامي، أوكتافيا، وجيسي، الذين استضافوا توماس في زياراته إلى لندن.
كان بيرتون على علاقة ممتازة مع الأميرة فيكتوريا، ومع دوقة كينت. وضعت الأميرة والدوقة، مع العديد من رجال الحاشية، حجر الأساس لمدرسة ديسيموس بيرتون في تونبريدغ ويلز، وبعد خمسة أسابيع، في خريف عام 1834، أقاما، بدعوة من بيرتون، في منزل جيمس بيرتون الخاص، حتى عدة أسابيع حتى عام 1835.
منذ عام 1818، أقام بيرتون مع والده في هولم، والذي وصفه بأنه أحد أكثر المنازل الخاصة المرغوبة في لندن، والذي صُمّم ليكون قصر عائلة بيرتون، وبُنيَ بواسطة شركة جيمس بيرتون الخاصة. كان هولم المنزل الثاني التي بُنيَ في ريجنت بارك، وأول ما صُمّم أو بُنيَ من قبل عائلة بيرتون. السمة المميزة لتصميم بورتون هي الخليج الكبير شبه الدائري الذي يقسم الارتفاع الرئيسي ويمتد إلى طابقين. كانت الفيلا الأصلية تحتوي أيضًا على حديقة شتوية ذات شكل متعدد الأضلاع، والتي استخدم فيها قضبان من الحديد، بدلًا من القضبان الخشبية المعتادة في ذلك الوقت. أول فيلا بُنيت في الحديقة كانت سانت جون لودغ بواسطة جون رافيلد.
تقاعد بيرتون في عام 1869، ثم أقام في منازله في حدائق غلوستر، كنسينغتون، وسانت ليوناردز لودغ، سانت ليوناردز أون سي، والتي كانت ملاصقة لمشاريع ذا آبلاندز وذا لاون. توفي في ديسمبر من عام 1881، في 1 شارع غلوستر، كنسينغتون، ودُفن في مقبرة كنسال الخضراء، جنبًا إلى جنب مع شقيقه هنري بيرتون، وشقيقته جيسي بيرتون. كان ديسيموس آخر من مات من إخوته. فوق قبره يوجد تابوت من الغرانيت الرمادي، على قاعدة متدرجة. كان قبره مبنى محمي في عام 2001. عند وفاته، انتقلت ممتلكاته، بما في ذلك مكتبته الواسعة وجميع مسوداته وملاحظاته المعمارية إلى أفراد عائلته الباقين على قيد الحياة، معظمهم إلى ابن أخيه ألفريد هنري بيرتون (المتوفى عام 1917) أو اثنين من بنات أخته غير المتزوجات، هيلين وإميلي جين وود، التي باعت حصتها لاحقًا، على الرغم من أنه ترك مكتبته للمعهد الملكي للمهندسين المعماريين البريطانيين، الذي كان قد شغل منصب الرئيس. ومع ذلك، تبرع بيرتون بـ 200 من مجموعته الواسعة من القوالب إلى متحف فيكتوريا وألبرت، الذي عرض 18 من نفس المجموعة في معارضه البريطانية. جاء في إشعار النعي أنه لم يكن هناك مهندس معماري معروف بشكل أفضل، ولم يكن أي منهم محترمًا بشكل أفضل، لأنه كان ودودًا ولطيفًا مع الجميع.